# Alfortville
Alfortville (prononcé [al.fɔʁ.vil]) est une commune française, dans le département du Val-de-Marne en région Île-de-France.

## Géographie

### Localisation

Localisation d'Alfortville au sein de la petite couronne parisienne.

Située au confluent de la Seine et de la Marne, Alfortville, située à trois kilomètres au sud-est de Paris (par la porte de Bercy), s’étire sur une longueur de 4,5 km pour une largeur qui varie de 0,5 km à 1 km.
La commune est délimitée par la Marne au nord, qui la sépare de Charenton-le-Pont, la voie ferrée Paris-Lyon à l'est qui la sépare de Maisons-Alfort, l’A86 au sud, qui la sépare de Choisy-le-Roi et Créteil et la Seine à l'ouest qui la sépare de Vitry-sur-Seine et d'Ivry-sur-Seine.

### Communes limitrophes
Les communes limitrophes sont Charenton-le-Pont, Choisy-le-Roi, Créteil, Ivry-sur-Seine, Maisons-Alfort et Vitry-sur-Seine.
| Ivry-sur-Seine  | Charenton-le-Pont | Charenton-le-Pont |
| Vitry-sur-Seine | Alfortville       | Maisons-Alfort    |
| Choisy-le-Roi   | Choisy-le-Roi     | Créteil           |

### Géologie et relief
L'ensemble du territoire constitue une plaine au relief plat et de faible altitude de 27  à   37 m.

### Hydrographie

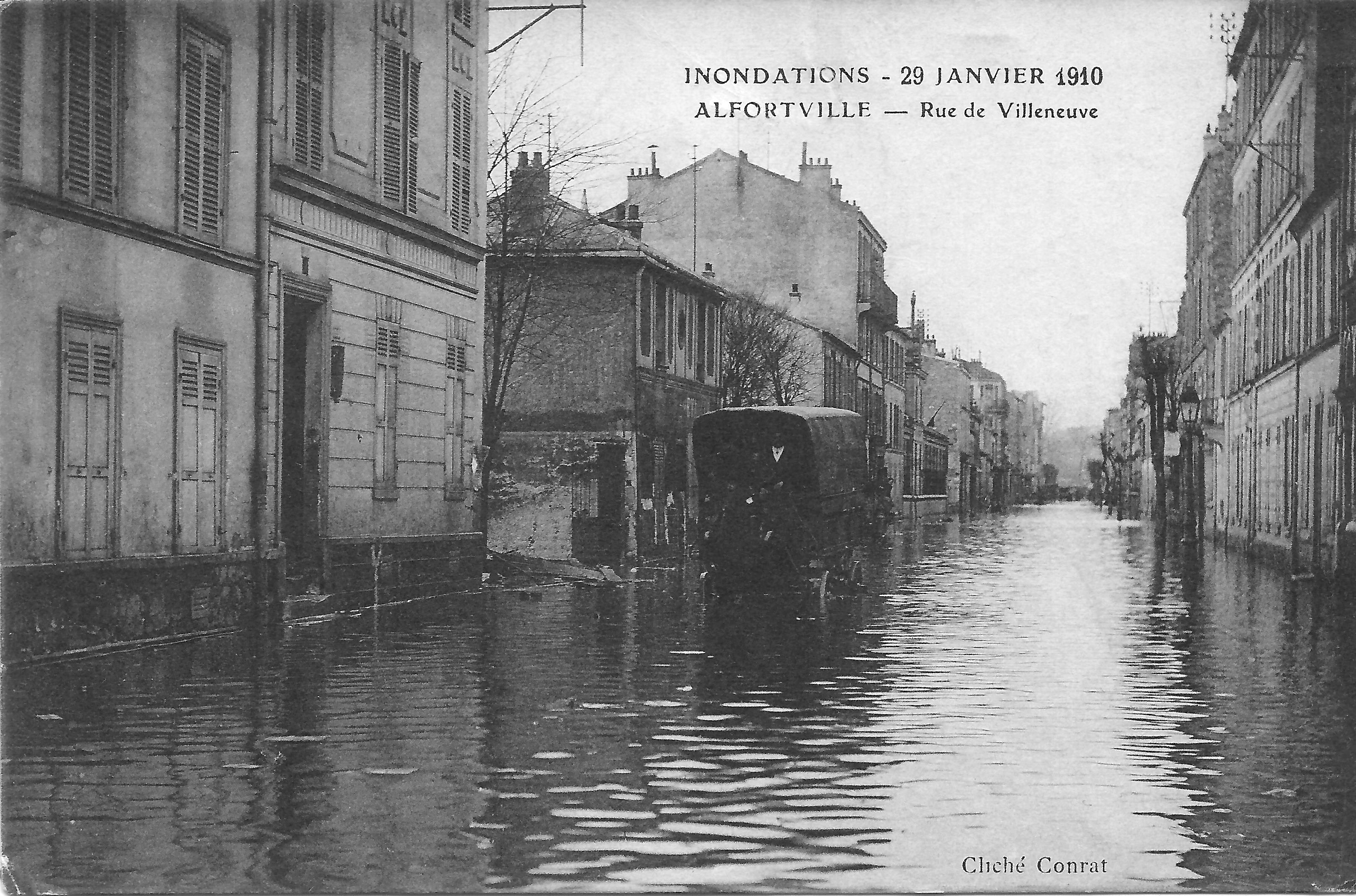
Carte postale de la crue de la Seine en 1910.

Cette faible altitude et la présence de deux rivières autour de la ville ont, par le passé, provoqué de nombreuses inondations, dont la plus importante se produisit en 1910. En cas de crues exceptionnelles, 98 % de la surface du territoire communal est potentiellement inondable avec, le plus souvent, des hauteurs d'eau pouvant atteindre 2 mètres de submersion.
Dans les années 2010 les nouveaux plans de prévention des risques classent 100 % de la commune en zone inondable.

### Climat
Pour des articles plus généraux, voir Climat de l'Île-de-France et Climat du Val-de-Marne.
En 2010, le climat de la commune est de type climat océanique dégradé des plaines du Centre et du Nord, selon une étude du CNRS s'appuyant sur une série de données couvrant la période 1971-2000. En 2020, Météo-France publie une typologie des climats de la France métropolitaine dans laquelle la commune est exposée à un climat océanique altéré et est dans la région climatique Sud-ouest du bassin Parisien, caractérisée par une faible pluviométrie, notamment au printemps (120 à 150 mm) et un hiver froid (3,5 °C).
Pour la période 1971-2000, la température annuelle moyenne est de 12,3 °C, avec une amplitude thermique annuelle de 15,4 °C. Le cumul annuel moyen de précipitations est de 637 mm, avec 10,2 jours de précipitations en janvier et 7,8 jours en juillet. Pour la période 1991-2020, la température moyenne annuelle observée sur la station météorologique la plus proche, située à Choisy-le-Roi, à 4 km à vol d'oiseau, est de 12,7 °C et le cumul annuel moyen de précipitations est de 607,2 mm,. Pour l'avenir, les paramètres climatiques de la commune estimés pour 2050 selon différents scénarios d'émission de gaz à effet de serre sont consultables sur un site dédié publié par Météo-France en novembre 2022.
| Mois                                  | jan.             | fév.            | mars          | avril         | mai           | juin          | jui.          | août           | sep.          | oct.          | nov.          | déc.          | année      |
| ------------------------------------- | ---------------- | --------------- | ------------- | ------------- | ------------- | ------------- | ------------- | -------------- | ------------- | ------------- | ------------- | ------------- | ---------- |
| Température minimale moyenne (°C)     | 2,8              | 2,7             | 4,8           | 7,3           | 10,7          | 13,9          | 15,8          | 15,6           | 12,5          | 9,2           | 5,6           | 3,3           | 8,7        |
| Température moyenne (°C)              | 5,3              | 5,8             | 8,8           | 12,1          | 15,6          | 18,9          | 21            | 20,9           | 17,2          | 12,9          | 8,4           | 5,7           | 12,7       |
| Température maximale moyenne (°C)     | 7,7              | 8,9             | 12,8          | 16,9          | 20,5          | 23,8          | 26,2          | 26,2           | 21,9          | 16,6          | 11,1          | 8,1           | 16,7       |
| Record de froid (°C) date du record   | −11,5 01.01.1997 | −9,5 07.02.1991 | −7 02.03.05   | −1 14.04.19   | 1 07.05.1997  | 6 07.06.05    | 8 11.07.1993  | 7,5 28.08.1998 | 4 30.09.1995  | −1 24.10.03   | −7 24.11.1998 | −8 31.12.1996 | −11,5 1997 |
| Record de chaleur (°C) date du record | 16 12.01.04      | 21,2 27.02.19   | 26,2 31.03.21 | 29,6 18.04.18 | 33,3 27.05.05 | 37,5 27.06.11 | 41,7 25.07.19 | 40,5 12.08.03  | 35,3 14.09.20 | 28,9 03.10.11 | 21 08.11.15   | 17 16.12.1989 | 41,7 2019  |
| Précipitations (mm)                   | 49,5             | 43,3            | 43,3          | 44,7          | 58,6          | 54,5          | 53            | 52,5           | 43,2          | 51,6          | 52,7          | 60,3          | 607,2      |

## Urbanisme

### Typologie
Au 1er janvier 2024, Alfortville est catégorisée grand centre urbain, selon la nouvelle grille communale de densité à sept niveaux définie par l'Insee en 2022.
Elle appartient à l'unité urbaine de Paris, une agglomération inter-départementale regroupant 407  communes, dont elle est une commune de la banlieue,,. Par ailleurs la commune fait partie de l'aire d'attraction de Paris, dont elle est une commune du pôle principal,. Cette aire regroupe 1 929 communes,.

### Habitat et logement
En 2020, le nombre total de logements dans la commune était de 23 191, alors qu'il était de 21 721 en 2015 et de 21 031 en 2010.
Parmi ces logements, 91,1 % étaient des résidences principales, 0,8 % des résidences secondaires et 8,1 % des logements vacants. Ces logements étaient pour 10,8 % d'entre eux des maisons individuelles et pour 85,4 % des appartements.
Le tableau ci-dessous présente la typologie des logements à Alfortville en 2020 en comparaison avec celle du Val-de-Marne et de la France entière. Une caractéristique marquante du parc de logements est ainsi une proportion de résidences secondaires et logements occasionnels (0,8 %) inférieure à celle du département (1,9 %) et  à celle de la France entière (9,7 %). Concernant le statut d'occupation de ces logements, 30,6 % des habitants de la commune sont propriétaires de leur logement (28,5 % en 2015), contre 44,8 % pour le Val-de-Marne et 57,5 pour la France entière.
| Typologie                                               | Alfortville | Val-de-Marne | France entière |
| ------------------------------------------------------- | ----------- | ------------ | -------------- |
| Résidences principales (en %)                           | 91,1        | 92,3         | 82,1           |
| Résidences secondaires et logements occasionnels (en %) | 0,8         | 1,9          | 9,7            |
| Logements vacants (en %)                                | 8,1         | 5,8          | 8,2            |

En 2013, la ville d'Alfortville compte 8 349 logements sociaux. Le principal bailleur de la ville est historiquement LOGIAL-OPH[réf. nécessaire].

### Projets d'aménagements
Dans le cadre du projet de développement du Grand Paris Express, la nouvelle ligne 15 du métro de Paris prévoit un arrêt à la gare du Vert de Maisons qui assurera une connexion directe avec le RER D. Ce futur arrêt de métro, Le Vert de Maisons, se situe 35 mètres sous terre, l'un des plus profonds du réseau Paris Grand Express. La décoration intérieure prévoit de mettre en valeur les différents types de roches qui composent les sols de la ville.
Fin 2021, les travaux de rénovation du centre commercial du Grand Ensemble démarrent. Ces travaux par le groupe Eiffage sous l'autorité de l'EPT-GPSEA prévoient la destruction du précédent bâtiment (début 2022), un nouvel espace commercial de 1 600 m², et plusieurs immeubles de quatre étages constitués d'environ 150 logements.

### Voies de communication et transports

#### Voies routières
Alfortville est reliée à Ivry-sur-Seine et Maisons-Alfort par la RD 19 (ex-route nationale 19), par le pont du Port-à-l'Anglais à Vitry-sur-Seine et Maisons-Alfort par la RD 148.
La ville est également reliée à Choisy-le-Roi par la RD 38 qui longe la Seine à partir du pont d'Ivry.
Alfortville est également reliée au réseau autoroutier :
- au nord, à l'A4 par la sortie  3 à Charenton-le-Pont ;
- au sud, à l'A86, par les sorties  23 à Créteil et  24 à Vitry-sur-Seine.

#### Transports en commun
La commune est bien desservie par les transports en commun avec :
- la station de métro École vétérinaire de Maisons-Alfort de la ligne 8 bien que située à Maisons-Alfort se trouve à proximité des quartiers nord d'Alfortville ;
- les deux gares du RER D : Maisons-Alfort - Alfortville et Vert de Maisons desservent directement la commune ;
- cinq lignes de bus du réseau de la RATP traversent la commune :
  - 103 (École vétérinaire de Maisons-Alfort ↔ Thiais - Georges Halgoult),
  - 125 (Paris — Porte d'Orléans ↔ École vétérinaire de Maisons-Alfort),
  - 172 (Bourg-la-Reine ↔ Créteil - L'Échat),
  - 217 (Vitry-sur-Seine RER ↔ Hôtel de ville de Créteil),
  - 325 (Paris - Quai de la Gare ↔ Château de Vincennes).

À l'avenir, Alfortville sera également desservie par une des lignes de métro du Grand Paris Express se connectant à la ligne RER D au niveau de la gare du Vert de Maisons.

#### Vélo
La ville compte 5 stations Velib' :
- Marne - Charles de Gaulle ;
- Victor Hugo-École ;
- Gare RER - Malleret-Joinville ;
- Carnot - Pâquerettes ;
- Place de l'Europe.

La gare de RER Maisons-Alfort Alfortville est équipée d'un espace de stationnement fermé et abrité Véligo.

## Toponymie
- Voir la page : Maisons-Alfort, Alfortville étant un ancien quartier de cette commune[19].

## Histoire

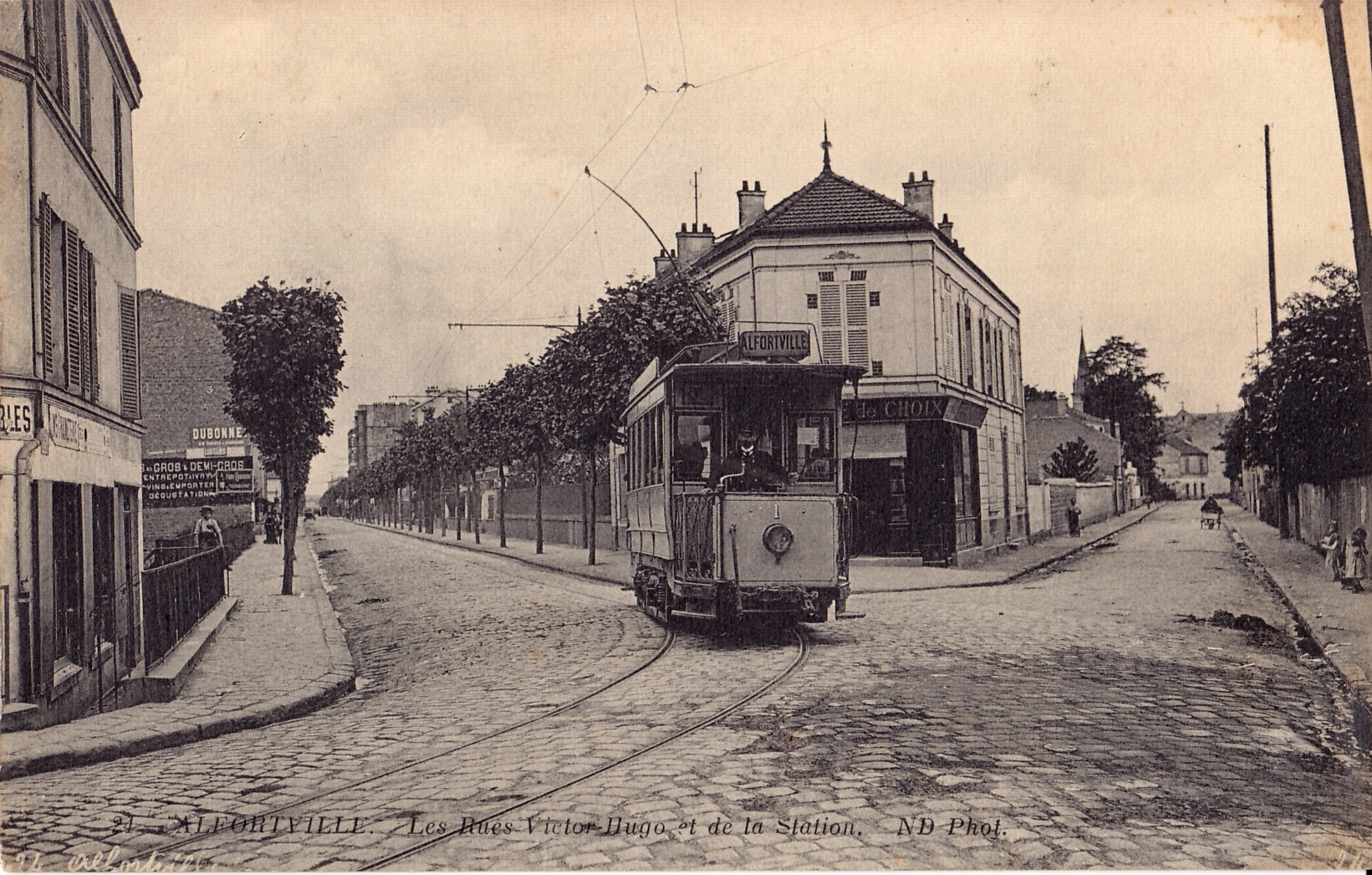
La commune fut desservie par les tramways de la compagnie des tramways de l'Est parisien puis de la STCRP (ancêtre de la RATP) au début du XXe siècle.

C'est un libre-penseur plein d'humour, Charles Perrié, restaurateur à Alfort qui, dans les années 1860, baptise civilement du nom d'Alfort-ville les terres du confluent Seine-Marne de ce quartier occidental de Maisons-Alfort promis quelques années plus tard à un avenir distinct.
La commune d'Alfortville est créée par la loi du 1er avril 1885 sur un territoire démembré de la commune de Maisons-Alfort et incorporée au canton de Charenton-le-Pont.
Texte intégral de la loi du 1er avril 1885

« Art. 1er.- La section d'Alfortville est distraite de la commune de Maisons-Alfort, et formera à l'avenir une commune distincte, dont le chef-lieu est fixé au bourg d'Alfortville, qui en portera le nom. « La limite entre les deux communes est fixée dans toute son étendue, par l'axe actuel de la ligne du chemin de fer P.L.M. conformément au tracé en vert du plan annexé à la présente loi. « Les dispositions qui précédent recevront leur exécution sans préjudice des droits d'usage et autres, qui pourraient être respectivement acquis.

Art. 2. La commune d'Alfortville paiera pendant dix années, à celle de Maisons-Alfort, une annuité de 1 477 francs et 50 centimes représentant le contingent mis à sa charge pour le rachat du pont d'Ivry.

Art. 3. La bibliothèque de Maisons-Alfort restera la propriété de cette commune, qui paiera à celle d'Alfortville, à titre de compensation, une somme de 1 500 francs. « La commune d'Alfortville pourra faire inhumer ses morts dans le cimetière de Maisons-Alfort pendant une période de temps qui ne pourra excéder trois ans. « La part revenant aux indigents d'Alfortville, dans la rente sur l'État, de 955 francs, qui constitue l'actif du bureau de bienfaisance de Maisons-Alfort, est fixée à 426 francs de rentes.
La présente loi, délibérée et adoptée par le Sénat et la Chambre des députés, sera exécutée comme loi de l'État.
À Paris, le 1er avril 1885.

Le ministre de l'Intérieur : « Signé : Jules Grévy », « Signé : Waldeck-Rousseau ». »

La construction de la ligne de chemin de fer de Paris à Lyon, en 1845 et 1848, eut pour effet de partager la commune de Maisons-Alfort en deux parties inégales entre lesquelles le remblai sur lequel est établi le chemin de fer ne permettait que fort peu de relations. 
La bande de terre circonscrite au Nord par la Marne, à l'Est par le chemin de fer, au Sud par le territoire de Choisy-le-Roi, à l'Ouest par la Seine jusqu'à la confluence de la Marne, est devenue Alfortville.

Il n'y avait là encore que des terrains en friche, de faible rapport, presque complètement submergés à la moindre crue. Au XVIIIe siècle, la partie méridionale de cette région, broussailleuse et marécageuse, servait, dit-on, aux chasses de Louis XV lorsqu'il était en résidence à Choisy-le-Roi.

Un seul établissement industriel, une usine à gaz, existait sur le territoire.
La construction du Barrage éclusé de Port-à-l'Anglais, pendant les années 1861-1863, contribue beaucoup à retenir dans la région bon nombre des travailleurs qui y furent occupés, à motiver la création de restaurants et de débits de boissons, pour eux d'abord, puis pour les mariniers, dont le passage à cet endroit a toujours été croissant.
La création du hameau d'Alforville date de 1863.

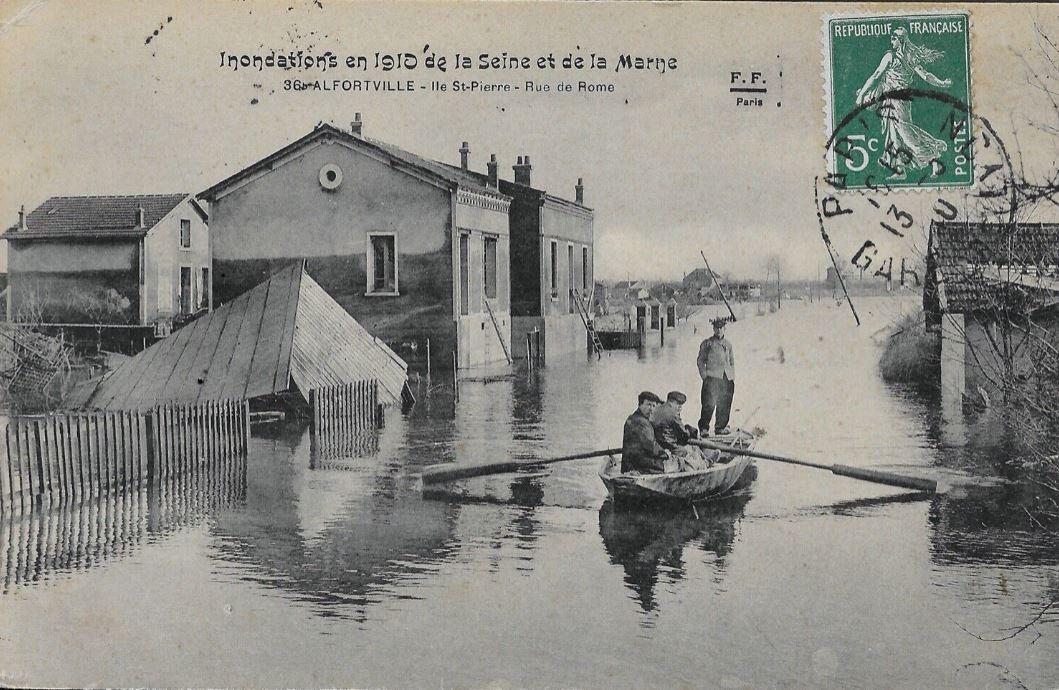
La crue de la Seine en 1910, rue de Rome, Alfortville.

La commune est touchée par des inondations en 1876 et par la grande crue de la Seine en 1910.
Dans l'entre-deux-guerres, la commune se peuple de quelques milliers de réfugiés arméniens, survivants du génocide arrivants par bateau à Marseille puis remontant jusqu'à Paris en suivant la vallée du Rhône et la ligne de chemin de fer. Ces nouveaux arrivants trouvent du travail dans les usines locales et contribuent grandement à l'assainissement des terres marécageuses, inondables, du bord de Seine où ils construisent leurs maisons.
Le 4 juin 1944, les quais de Seine sont bombardés par les Anglo-Américains. En août, soixante maisons d'Alfortville sont aussi détruites par des missiles allemands, qui ciblaient initialement Paris.
Le 3 mai 1984, un groupe de Loups gris avec l'aide des services secrets turcs,, procède à des attentats à la bombe contre le mémorial du génocide arménien à Alfortville, occasionnant 13 blessés dont 2 graves. Le mémorial est de nouveau visé en 2002 par des lanceurs de cocktails molotov.
Le 27 octobre 2024, trois immeubles de 18 étages du quartier des Chantereine construits dans les années 1960, sont détruits,.

## Politique et administration

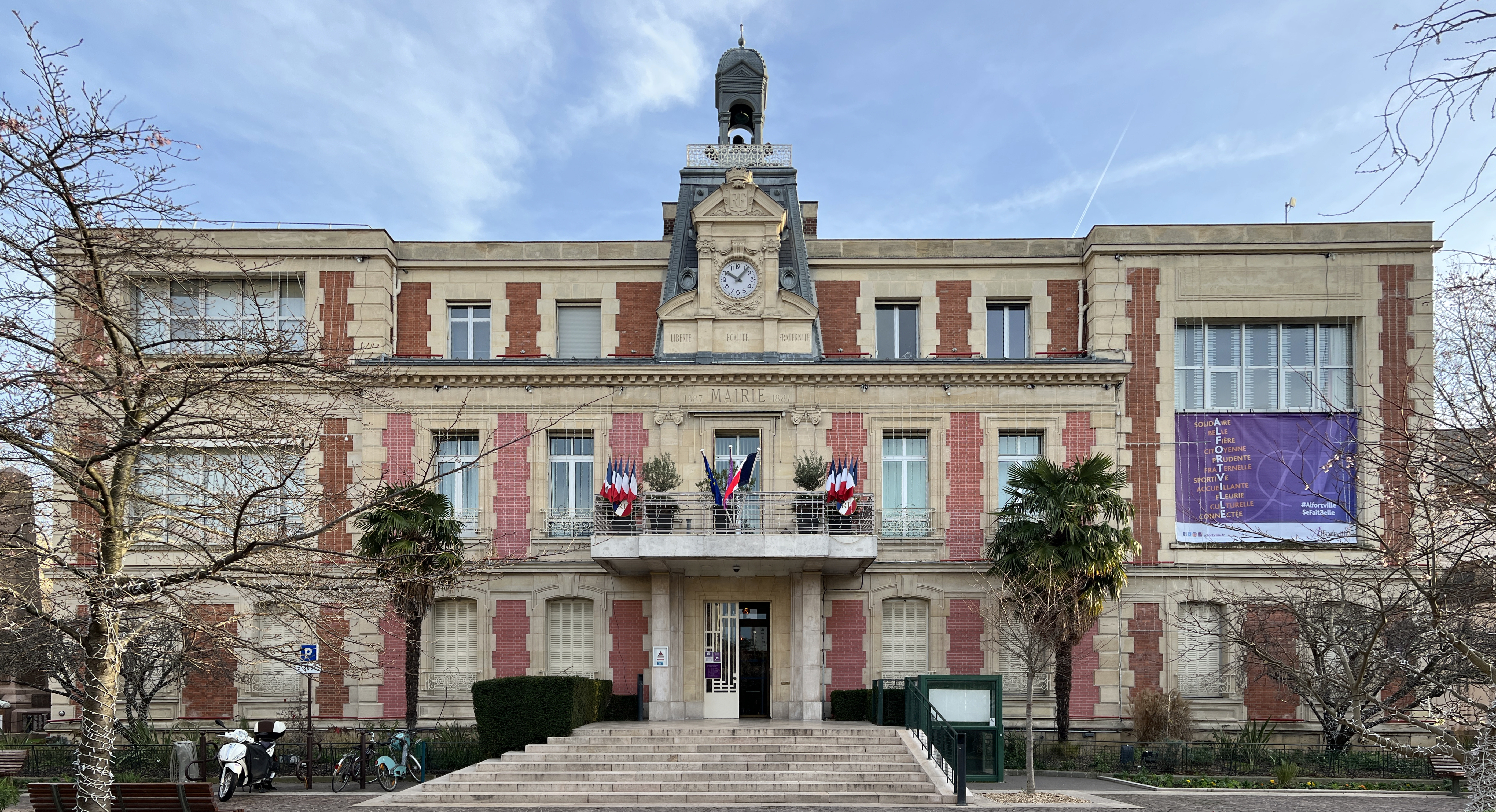
Mairie.

### Rattachements administratifs et électoraux
Antérieurement à la loi du 10 juillet 1964, la commune faisait partie du département de la Seine. La réorganisation de la région parisienne en 1964 fit que la commune appartient désormais au Val-de-Marne à la suite d'un transfert administratif effectif le 1er janvier 1968. Pour l'élection des députés, la commune est rattachée à la neuvième circonscription du Val-de-Marne.
La commune, lors de sa création en 1885, est rattachée au canton de Charenton-le-Pont du département de la Seine. Lors de la mise en place du Val-de-Marne, la commune constituait le canton d'Alfortville. Ce canton a été scindé en deux (cantons d'Alfortville-Sud et d'Alfortville-Nord) en 1985. Dans le cadre du redécoupage cantonal de 2014 en France, le canton d'Alfortville a été recréé par le décret du 17 février 2014.

### Intercommunalité
La commune était, jusqu'en 2015, membre de la communauté d'agglomération Plaine centrale du Val-de-Marne.
Dans le cadre de la mise en œuvre de la volonté gouvernementale de favoriser le développement du centre de l'agglomération parisienne comme pôle mondial est créée, le 1er janvier 2016, la métropole du Grand Paris (MGP), dont la commune est membre.
La loi portant nouvelle organisation territoriale de la République du 7 août 2015 prévoit également la création de nouvelles structures administratives regroupant les communes membres de la métropole, constituées d'ensembles de plus de 300 000 habitants, et dotées de nombreuses compétences, les établissements publics territoriaux (EPT).
La commune a donc également été intégrée le 1er janvier 2016 à l'établissement public territorial Grand Paris Sud Est Avenir, qui succède notamment à la communauté d'agglomération Plaine centrale du Val-de-Marne.
Alfortville appartient au syndicat Paris Métropole.

### Tendances politiques et résultats
Au second tour des élections municipales de 2014 dans le Val-de-Marne, la liste PS-PCF-EELV menée par le maire sortant Luc Carvounas obtient la majorité absolue des suffrages exprimés, avec 6 887 voix (58,24 %, 35 conseillers municipaux élus sont 	16 communautaires), devançant très largement celles menées respectivement par : 

- Cédric Tartaud-Gineste (UMP, 3 169 voix, 26,80 %, 5 conseillers municipaux élus dont 2 communaires) ;

- Patrick Bedrossian (DVD, 1 768 voix, 14,95 %, 3 conseillers municipaux élus dont 1 communautaire).

Lors de ce scrutin, 47,61 % des électeurs se sont abstenus.
Au premier tour des élections municipales de 2020 dans le Val-de-Marne, la liste PS-EÉLV-PCF-G.s-GE de l'ancien maire Luc Carvounas {{qui, frappé par la législation limitant le cumul des mandats en France, avait démissionné après son élection comme député}} obtient la majorité absolue des suffrages exprimés, avec 4 873 voix (56,99 %, 35 conseillers municipaux élus dont 1 métropolitain), devançant très largement celles menées respectivement par : 

- Jonathan Rosenblum (LREM-MR, 1 176 voix, 13,75 %,	3 conseillers municipaux élus) ;

- Lara Bakech (DVG, 1 170 voix, 13,68 %, 3 conseillers municipaux élus) ; 

- Cédric Tartaud-Gineste (LR-UDI-SL-PA, 1 082 voix, 12,65 %, 2 conseillers municipaux élus) ;

- Franck Gilleron (LO, 249 voix, 2,91 %, pas d'élus).

Lors de ce scrutin marqué par la pandémie de Covid-19 en France, 63,16 % des électeurs se sont abstenus.

### Liste des maires
| Période        | Période                        | Identité               | Étiquette            | Qualité |
| -------------- | ------------------------------ | ---------------------- | -------------------- | --- |
| 1885           | 1886                           | Louis Warnier          |                      | |
| 1886           | 1888                           | Jean-Baptiste Surloppe |                      | |
| 1888           | 1889                           | Gabriel Meynet         |                      | |
| 1889           | 1891                           | Félix Mothiron         |                      | |
| 1891           | 1892                           | Victor Berthier        |                      | maire par intérim |
| 1892           | 1893                           | Jean Laurent           |                      | |
| 1893           | 1900                           | François Lemainque     |                      | |
| 1900           | 1904                           | Jean-Baptiste Preux    |                      | Architecte |
| 1904           | 1922                           | Jules Cuillerier       | SFIO                 | Ouvrier moulurier Conseiller d'arrondissement du canton de Charenton |
| 1922           | 1929                           | Lucien Brenot          | SFIO                 | Employé chimiste puis propriétaire Conseiller général (1925-1929) |
| 1929           | 1939                           | Marcel Capron          | PCF                  | Ouvrier tourneur Député de la Seine Déposé et emprisonné par le gouvernement Daladier |
| octobre 1939   | 1941                           | Jean-Marie Blondeau    |                      | Nommé président de la délégation spéciale par le gouvernement Daladier |
| 1941           | 1944                           | Marcel Capron          | POPF                 | Nommé maire par le régime de Vichy |
| 1944           | 1947                           | Eugène Gauchard        | PCF                  | Cordonnier Président du comité local de Libération |
| 1947           | 1965                           | Raoul Bleuse           | SFIO PSA PSU puis SE | Député de la Seine (1962 → 1967) Conseiller général de la Seine (1953 → 1967) |
| 1965           | 1988                           | Joseph Franceschi      | PS                   | Professeur Député du Val-de-Marne (1973 → 1981 et 1986 → 1988) Secrétaire d'État (1981 → 1986) Mort en fonction |
| 1988           | mars 2012                      | René Rouquet           | PS                   | Électro-mécanicien Sénateur du Val-de-Marne (1995 → 1997), Député du Val-de-Marne (9e circ.) (1981 → 1986, 1988 → 1993 et 1997 → 2017) Vice-président de la CA Plaine centrale du Val-de-Marne (2001 → 2014) Démissionnaire                                            |
| mars 2012      | septembre 2017                 | Luc Carvounas          | PS                   | Cadre territorial Sénateur du Val-de-Marne (2011 → 2017) Député du Val-de-Marne (9e circ.) (2017 → 2020) Conseiller de la métropole du Grand Paris (2016 →) Conseiller général d’Alfortville-Nord (2008 → 2011) Démissionnaire à la suite de son élection comme député |
| septembre 2017 | mai 2020                       | Michel Gerchinovitz    | PS                   | Cadre financier retraité du secteur associatif Vice-président de l'EPT Grand Paris Sud Est Avenir (2016-2020) |
| mai 2020       | En cours (au 07 décembre 2024) | Luc Carvounas          | PS                   | Cadre territorial |

### Budget et fiscalité

#### Budget
La chambre régionale des comptes d'Île-de-France publie en 2017 un rapport critique sur la gestion de la ville d'Alfortville durant la période 2010-2016 lors des mandats des maires socialistes René Rouquet et Luc Carvounas,,. Le budget primitif 2020 principal de la commune précise dans ses annexes que la dette bancaire se fixe, au 1er janvier 2020, à 49,230 M€ en chiffres arrondis déterminant un ratio de dette bancaire communale par habitant à 1 115 euros tandis que la moyenne de la strate démographique des villes de taille comparable s'établit, au 31/12/2019, à 1 032 euros pour ce ratio.
Au terme de l'exercice 2023, l'endettement bancaire communal s'établit à 35,017 M€ déterminant un ratio de 774 euros d'encours par habitant (963 euros pour la moyenne des communes de taille comparable),.

#### Fiscalité
Les taux de fiscalité de la part communale des impôts locaux s'établissent comme suit en 2013 :
- taxe d’habitation (TH) : 23,79 % (taux de la strate de communes comparables : 21,98 %) ;
- taxe foncière sur les propriétés bâties (TF bâti) : 37,57 % (taux de la strate de communes comparables : 40,14 %) ;
- taxe foncière sur les propriétés non bâties (TF non bâti) : 78,13 % (taux de la strate de communes comparables : 54,53 %).

### Politique environnementale

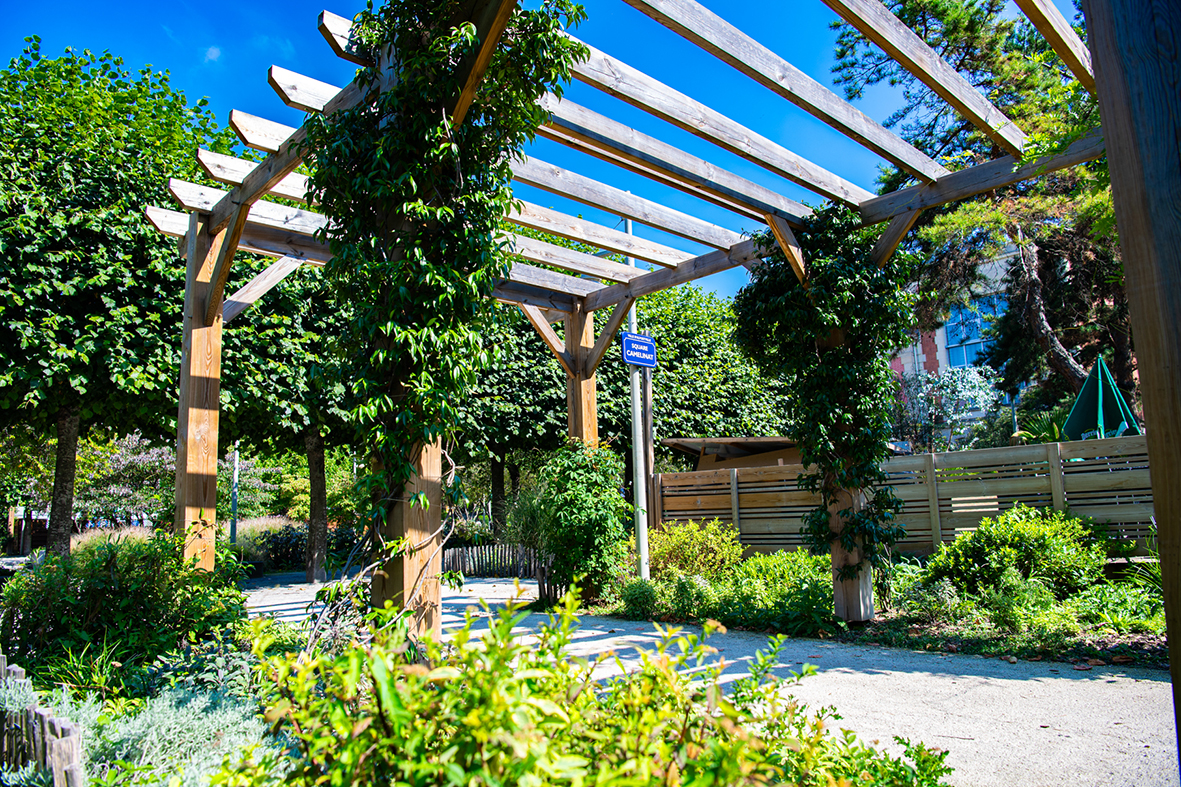
Square Camélinat.

La mairie d'Alfortville assure la création et l'entretien des espaces verts de la commune, incluant notamment les squares, les Parcs et Jardins des bâtiments publics, des écoles, crèches et résidences pour personnes âgées, les accompagnements d’habitations et équipements sportifs, les Parcs et Jardins du cimetière et des monuments religieux, les pieds d’arbres, les parcs et jardins des zones d’activités.
En 2024, les trois dernières tours HLM du quartier des Alouettes sont détruites simultanément pour permettre la construction d'un éco-quartier.

### Distinctions et labels

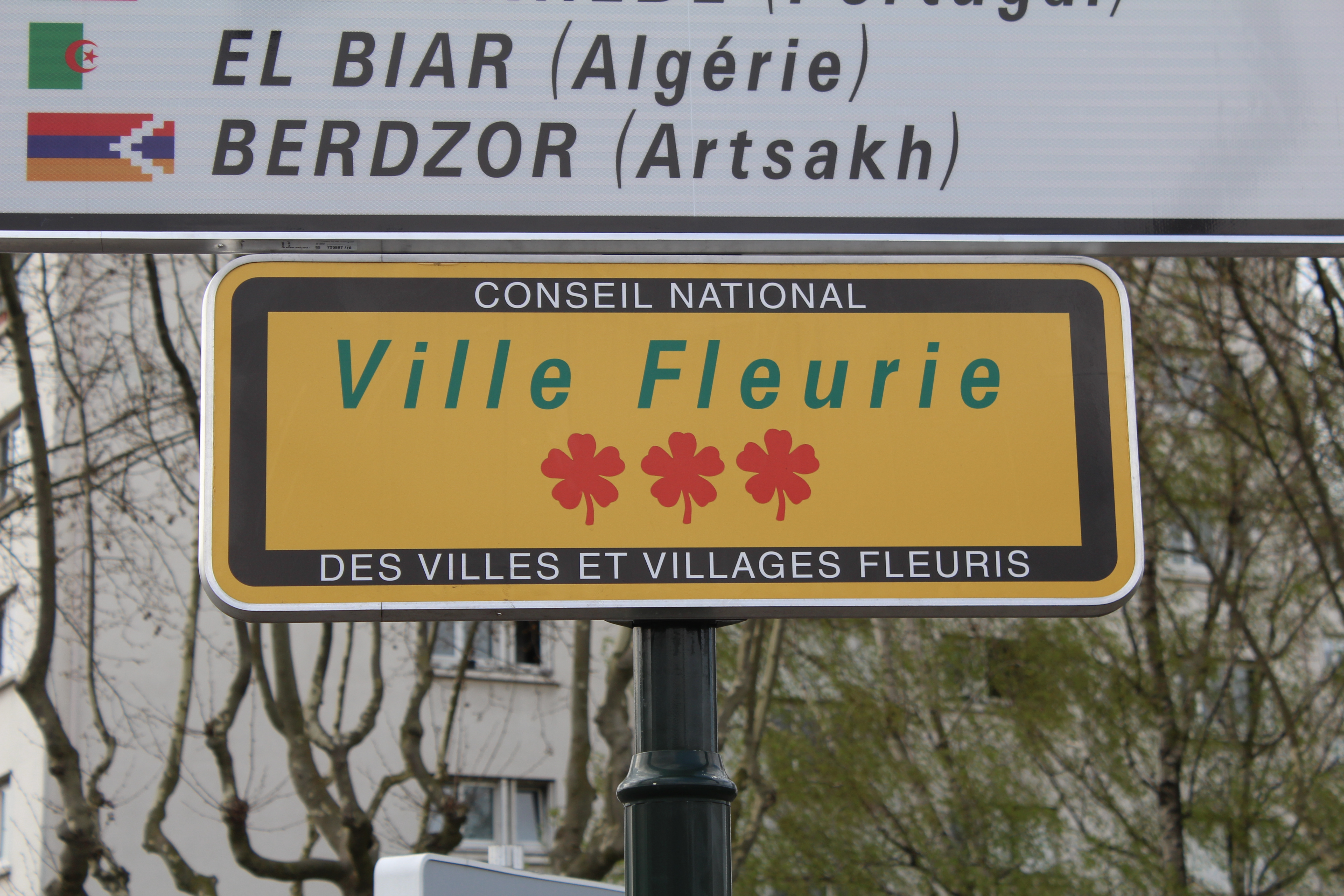
Panneau indiquant les trois fleurs.

Depuis 2009, en raison de la qualité de sa politique envers l'enfance, la commune est classée Ville amie des enfants par l'UNICEF.
En juin 2016, au regard des efforts déployés pour améliorer la propreté urbaine, la ville, avec 35 autres collectivités, a reçu le label « Éco-Propre ».
En octobre 2016, au titre de la qualité de son site de relations avec ses usagers, la commune a reçu le label « Territoire innovant » décerné par l'association « Les interconnectés ».
Depuis 2013, la ville disposait de deux fleurs au palmarès des villages et villes fleuris. Elle a obtenu la troisième fleur en novembre 2016.
En février 2017, au terme de sa première participation au concours des villes internet, Alfortville obtient la distinction du quadruple @ qui indique la présence, le nombre et la qualité de services publics numériques locaux sur un territoire.
Un an plus tard, le 8 février 2018, la ville obtient la distinction suprême et convoitée du label 5 @ et confirme ainsi sa performance en matière de développement numérique à destination de ses administrés.
En juin de la même année, Alfortville obtient la troisième étoile du label « Éco-Propre ».
Lors du 102e congrès des maires, le 19 novembre 2019, la commune reçoit la distinction « un cœur » du label « Ville prudente » décerné par la Prévention routière.

### Jumelages

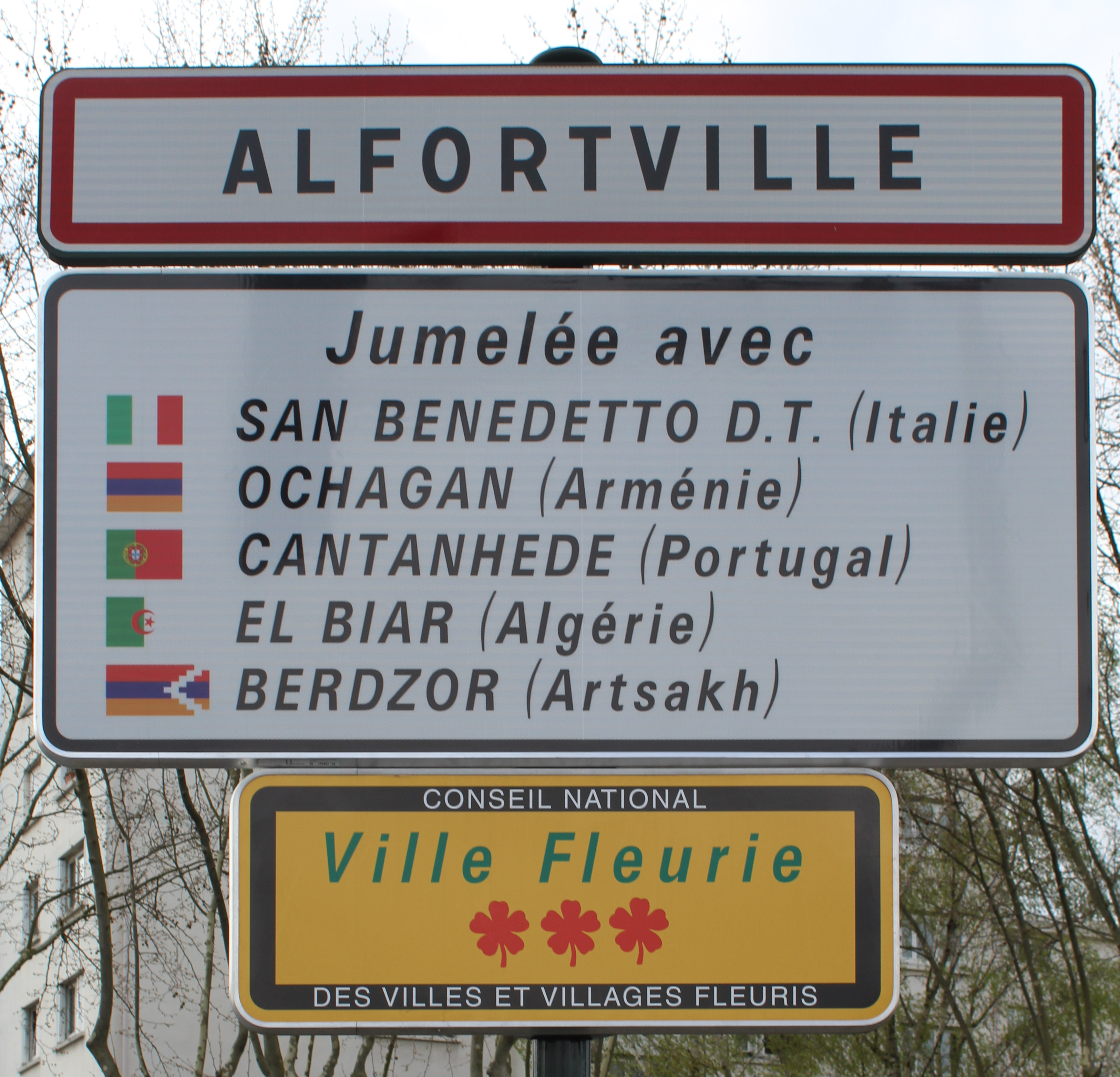
Panneau annonçant les jumelages.

Au 23 mars 2014, Alfortville est jumelée avec :
- San Benedetto del Tronto (Italie) depuis 1989[71] ;
- Achtarak (Arménie) depuis 1993 ;
- Cantanhede (Portugal) depuis 2000 ;
- El Biar (Algérie) depuis 2013 ;
- Berdzor (République du Haut-Karabagh) depuis 2017 (charte d'amitié) ;
- Jumelage avec une ville de l'État d'Israël (en projet).

## Équipements et services publics

### Enseignement

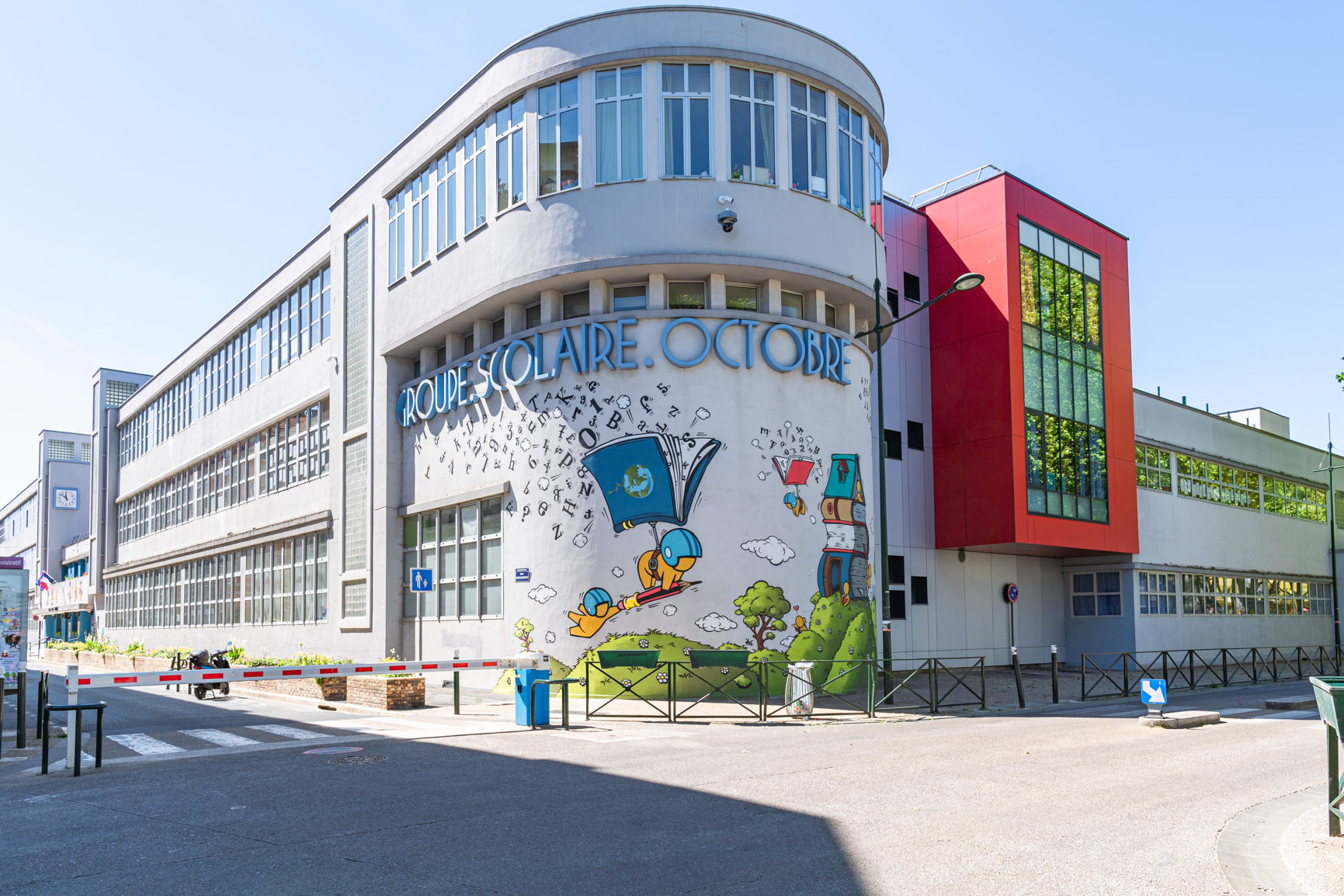
Façade de l'école groupe scolaire Octobre.

Alfortville fait partie de l'académie de Créteil et possède :
- onze écoles maternelles : Henri-Barbusse, Jules-Grévy, Octobre, Denis-Forestier, Victor-Hugo, Étienne-Dolet, Pauline-Kergomard, Louise-Michel, Lacore-Moreau, Simonne-Franceschi ;
- huit écoles élémentaires publiques : Jules-Grévy, Octobre, Victor-Hugo, Étienne-Dolet, Georges-Lapierre, Montaigne, Pierre-Bérégovoy, Henri-Barbusse ;
- une école élémentaire privée : Saint-Mesrop (école bilingue franco-arménienne) ;
- trois collèges : Henri-Barbusse, Léon-Blum, Paul-Langevin ;
- un collège privé : Kevork-H. Arabian (collège bilingue franco-arménien, inauguré le 4 juillet 2015) ;
- un lycée : Maximilien Perret (enseignement général et enseignement professionnel : CAP, Bac Pro et BTS).

### Santé
- Alfortville dispose de 15 pharmacies.
- 25 médecins généralistes sont recensés en 2015 à Alfortville.
- 2 ophtalmologues.
- 1 cabinet de cardiologie et infections cardio-vasculaires.
- 2 centres municipaux de santé[72] : consultations de médecins généralistes, dermatologues, ORL, cardiologues, allergologues, gynécologues ; des soins infirmiers y sont également dispensés.
- 1 centre dentaire privé effectuant les soins courants, l’orthodontie (infantile et buccale), la pose de prothèses mais aussi l’implantologie, la parodontologie.
- 18 chirurgiens dentistes exercent sur la ville.
- 1 établissement spécialisé en soins de suite et de réadaptation. (Clinique la Concorde).
- 1 centre IRM.
- 1 centre de radiologie - échographie.
- 3 laboratoires d'analyses médicales.
- 5 cabinets infirmiers.
- Plusieurs cabinets paramédicaux sont implantés sur l'ensemble de la ville, que cela soit en podologie, massage - kinésithérapie et balnéothérapie, ostéopathie, nutritionniste et diététicien, orthophonistes, sage femme…
- 1 clinique vétérinaire.
- Alfortville dépend de l'hôpital Henri-Mondor à Créteil concernant les urgences vitales.
- Alfortville ne dispose pas de maternité depuis la fin de cette activité à la clinique de la Concorde. La maternité de référence étant celle de la commune voisine de Saint-Maurice[73].

### Équipements sportifs
La commune compte de nombreux équipements sportifs :
- le parc des sports Val-de-Seine est composé de trois terrains de football dont un en synthétique (105 × 68), un terrain de rugby, d'un équipement d'athlétisme dont une piste catégorie A ;
- le palais des sports est composé d'une salle polyvalente ;
- la salle Arielle-Viala est composée d'un mur d'escalade et d'un terrain de handball ;
- le centre aquatique est composé d'une piscine de 25 m, un bassin loisirs avec toboggan et d'équipements de musculation et détente ;
- le complexe hardbloc (structure privée) est le plus gros complexe d'escalade de bloc de France (1 150 m2 d'espace couvert) avec pas moins 182 voies ;
- la salle de boxe pour la boxe française, boxe anglaise, kick-boxing ;
- la salle Roger-Delmas dispose d'un court de tennis ;
- la salle Robert-Blairon pour la pratique d'art martiaux et tennis de table.

Se trouve également dans la commune la salle de gymnastique gymnase octobre, les salles multisports la salle Maurice-Cordesse, le gymnase Georges-Lapierre et la salle Georges-Désir.

### Équipements culturels

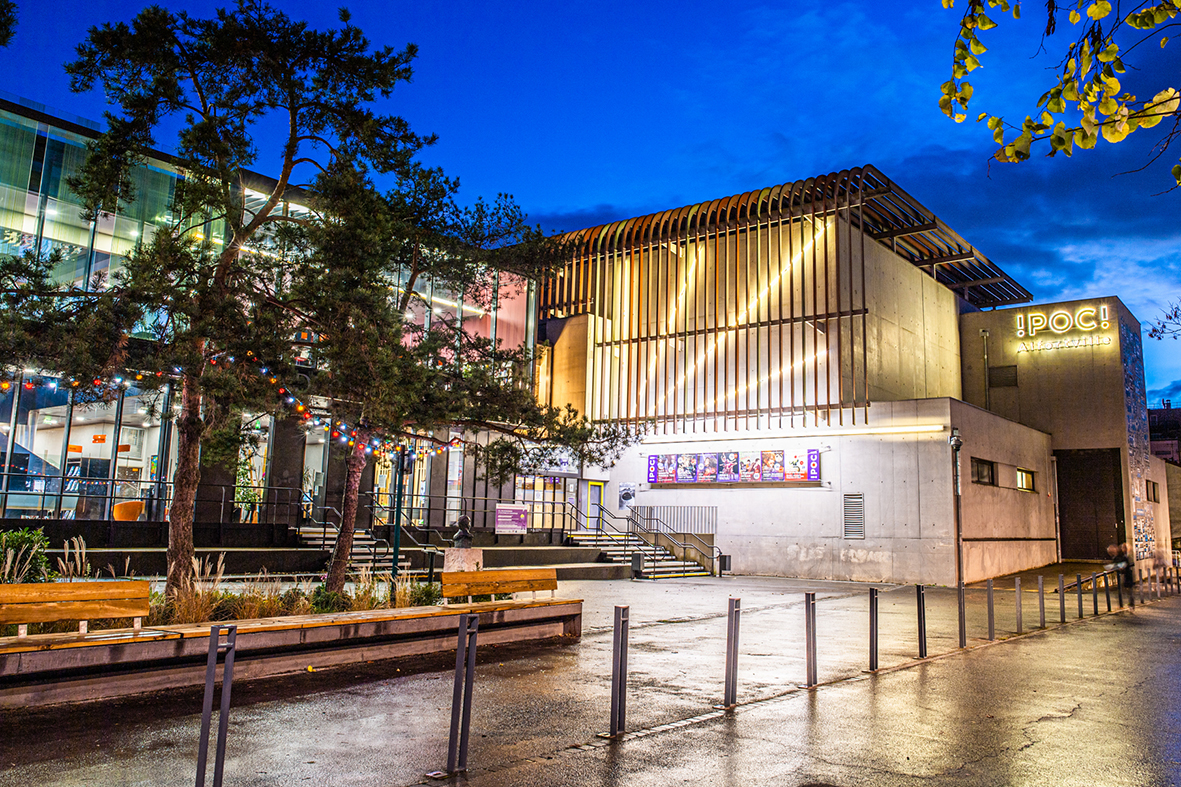
Centre culturel !POC!

Le 17 mars 2017, la mairie inaugure le !POC! Scène artistique d'Alfortville, la partie théâtre et cinéma du pôle culturel municipal.

## Population et société

### Démographie
L'évolution du nombre d'habitants est connue à travers les recensements de la population effectués dans la commune depuis 1886. Pour les communes de plus de 10 000 habitants les recensements ont lieu chaque année à la suite d'une enquête par sondage auprès d'un échantillon d'adresses représentant 8 % de leurs logements, contrairement aux autres communes qui ont un recensement réel tous les cinq ans,.

En 2022, la commune comptait 45 569 habitants, en évolution de +3,83 % par rapport à 2016 (Val-de-Marne : +3 %, France hors Mayotte : +2,11 %).
| 1886  | 1891  | 1896   | 1901   | 1906   | 1911   | 1921   | 1926   | 1931   |
| ----- | ----- | ------ | ------ | ------ | ------ | ------ | ------ | ------ |
| 6 603 | 7 984 | 11 634 | 15 980 | 17 455 | 18 267 | 22 779 | 24 896 | 29 473 |

| 1936   | 1946   | 1954   | 1962   | 1968   | 1975   | 1982   | 1990   | 1999   |
| ------ | ------ | ------ | ------ | ------ | ------ | ------ | ------ | ------ |
| 30 078 | 27 940 | 30 195 | 32 332 | 35 023 | 38 057 | 36 231 | 36 119 | 36 232 |

| 2006   | 2011   | 2016   | 2021   | 2022   | - | - | - | - |
| ------ | ------ | ------ | ------ | ------ | - | - | - | - |
| 42 743 | 44 550 | 43 886 | 45 046 | 45 569 | - | - | - | - |

La commune d'Alfortville n'existant que depuis 1885, le premier recensement de la population pris en compte est celui de 1886.

### Immigration arménienne

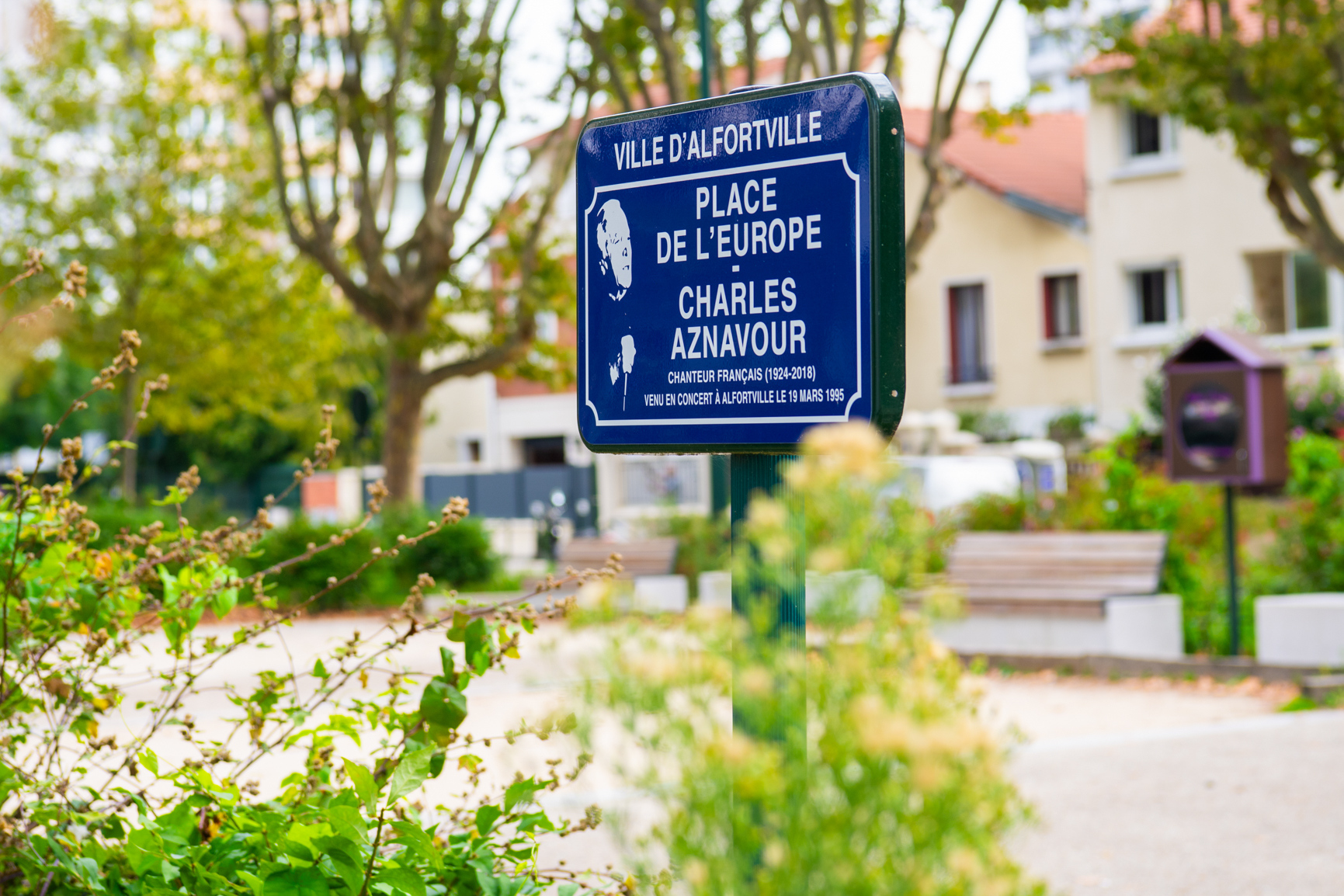
Panneau de la place de l'Europe-Charles Aznavour.

Alfortville a accueilli au cours du XXe siècle de nombreux survivants du génocide arménien, et compte encore actuellement une importante communauté arménienne. En 2021, sur les 45 000 habitants de la commune, 9 000 ont des origines arméniennes, soit 20 %de la population. La journaliste Laurence Oiknine décrit en 1995 le paysage de cette « petite Hayastan » (petite Arménie), située au sud de la ville, que l’on retrouve dans l’ornement monumental et symbolique de la commune : « L’église Saint-Paul-et-Saint-Pierre de la rue Komitas rattachée à l'école primaire bilingue Sourp Mesrop Machtots et au nouveau collège Kevork H. Arabian. Le monument khatchkar (pierre-croix monumentale arménienne), la place Achtarak, les façades des épiceries comme celle de Hay Ararat, des restaurants comme La Rogina ou Mer Erevan et des boutiques de tricots arborent des noms arméniens ».
L'immigration arménienne commence dans les années 1920, à la suite du génocide arménien perpétré dans l'Empire Ottoman. Des dizaines de milliers de réfugiés arrivent à Marseille. Certains s'établissent le long de la vallée du Rhône, d'autres remontent jusqu'à la région parisienne et s'établissent dans les banlieues industrielles dont Alfortville. L'immigration continue jusqu'à la Seconde Guerre mondiale. En 1939, ils sont environ 3 000 dans la commune. La plupart sont ouvriers et travaillent à la Papeterie de France ou Citroën. Une église arménienne est inaugurée dès 1930. Cette population ouvrière s'intègre rapidement et vote socialiste, ce qui est une des raisons de la victoire de ce parti aux municipales de 1965 avec Joseph Franceschi. 

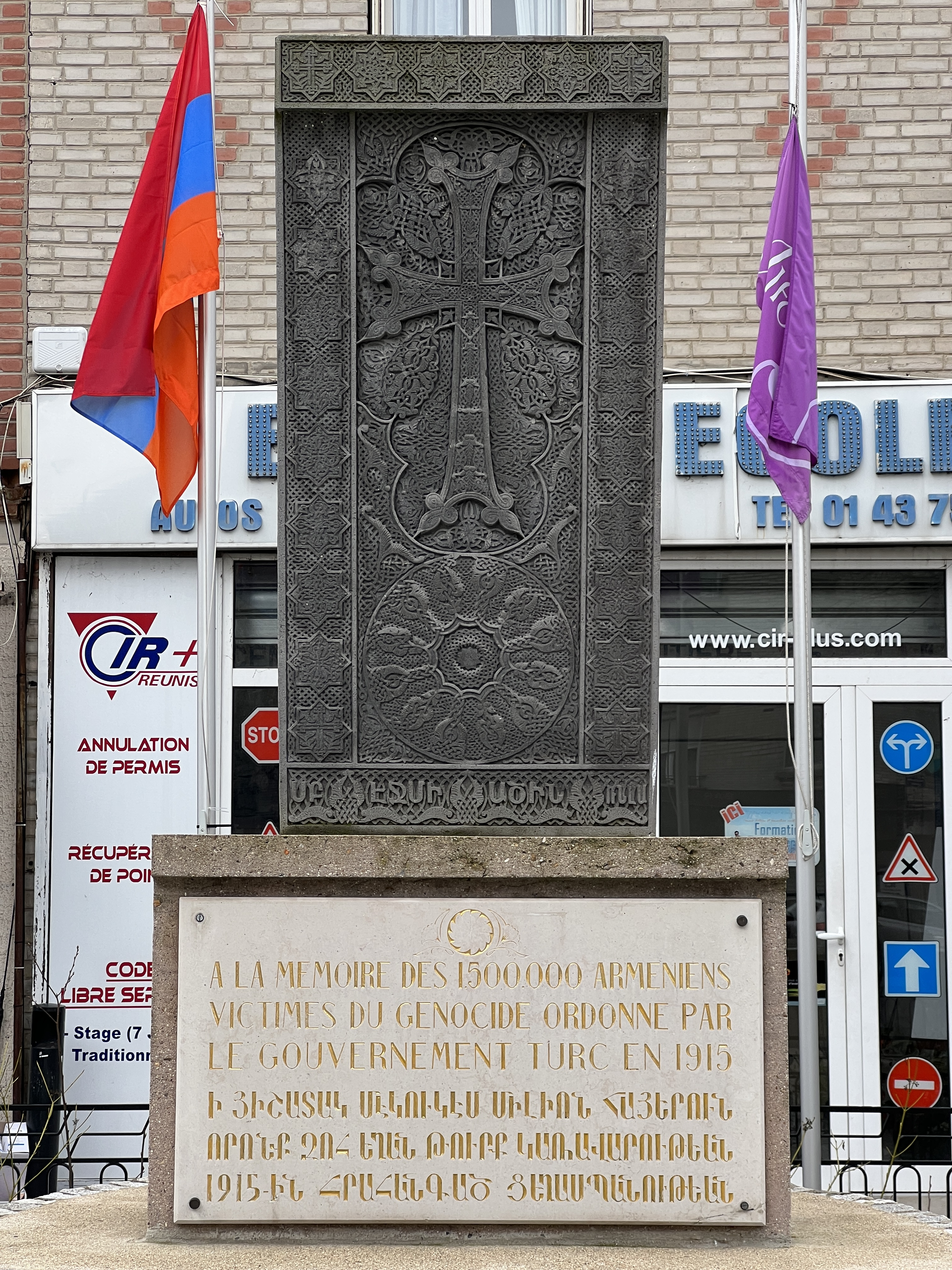
Khatchkar érigé en mémoire des victimes du génocide arménien de 1915.

Dans les années 1970, la communauté arménienne n'échappe pas au réveil identitaire des minorités. Ainsi la Maison de la culture arménienne (MCA) est inaugurée puis le Centre de la jeunesse arménienne (CJA), les deux structures proposant cours de langue, musique et danse. En 1978 c'est au tour de l'école élémentaire bilingue Saint-Mesrop. Á partir de 1975 la communauté voit arriver de nombreux réfugiés libano-arméniens fuyant la guerre civile au Liban. En 1984 la communauté est choquée par l'attentat à la bombe contre le khatchkar installé en mémoire du génocide. Puis en 1988 c'est le terrible séisme de Spitak, en Arménie, qui marque les esprits et pousse de nombreux franco-arméniens à redécouvrir leur terre d'origine, alors en pleine perestroïka. D'autres drames suivent avec en 2017 l'incendie criminel de l'église évangélique arménienne, et en 2020 et 2023 deux guerres menées par l'Azerbaïdjan face à la petite république sécessionniste du Haut-Karabagh, qui font plusieurs milliers de morts et plus de 100 000 réfugiés.
Cependant la communauté arménienne continue de développer ses structures. En septembre 2015, la municipalité inaugure, place de l'Europe, un buste de saint Mesrop, saint patron de l'Arménie réputé être l'inventeur de son alphabet. En 2016 est inauguré le collège bilingue Kevork H. Arabian. En novembre 2018, année de décès du chanteur d'origine arménienne Charles Aznavour, le conseil municipal d'Alfortville vote en faveur de renommer la Place de l'Europe en Place de l'Europe-Charles Aznavour. Enfin en 2021 les locaux de la radio Ayp FM, fondée en 1993, sont rénovés.

### Manifestations culturelles et festivités
Chaque année en novembre depuis 2009 se tient dans la ville le Festival de la petite enfance réunissant parents, éducateurs, médecins et chercheurs (sociologues, pédopsychiatres…) dans des tables rondes et conférences sur le thème de la pédagogie infantile. Cette manifestation qui se veut grand public s'accompagne de contes et de jeux à destination du très jeune public ainsi que d'une bourse d'échanges de matériel pour les parents.

### Médias
- La ville d'Alfortville édite un magazine mensuel Le Mag distribué gratuitement aux habitants.
- Le quotidien Le Parisien - Aujourd'hui en France dispose d'une édition Val-de-Marne où l'actualité d'Alfortville est abordée.
- Le site internet 94 Citoyens traite l'actualité du Val-de-Marne dont celle d'Alfortville.
- La radio Ayp FM émet depuis la Maison de la culture arménienne d'Alfortville, en français et en arménien[22].

### Cultes

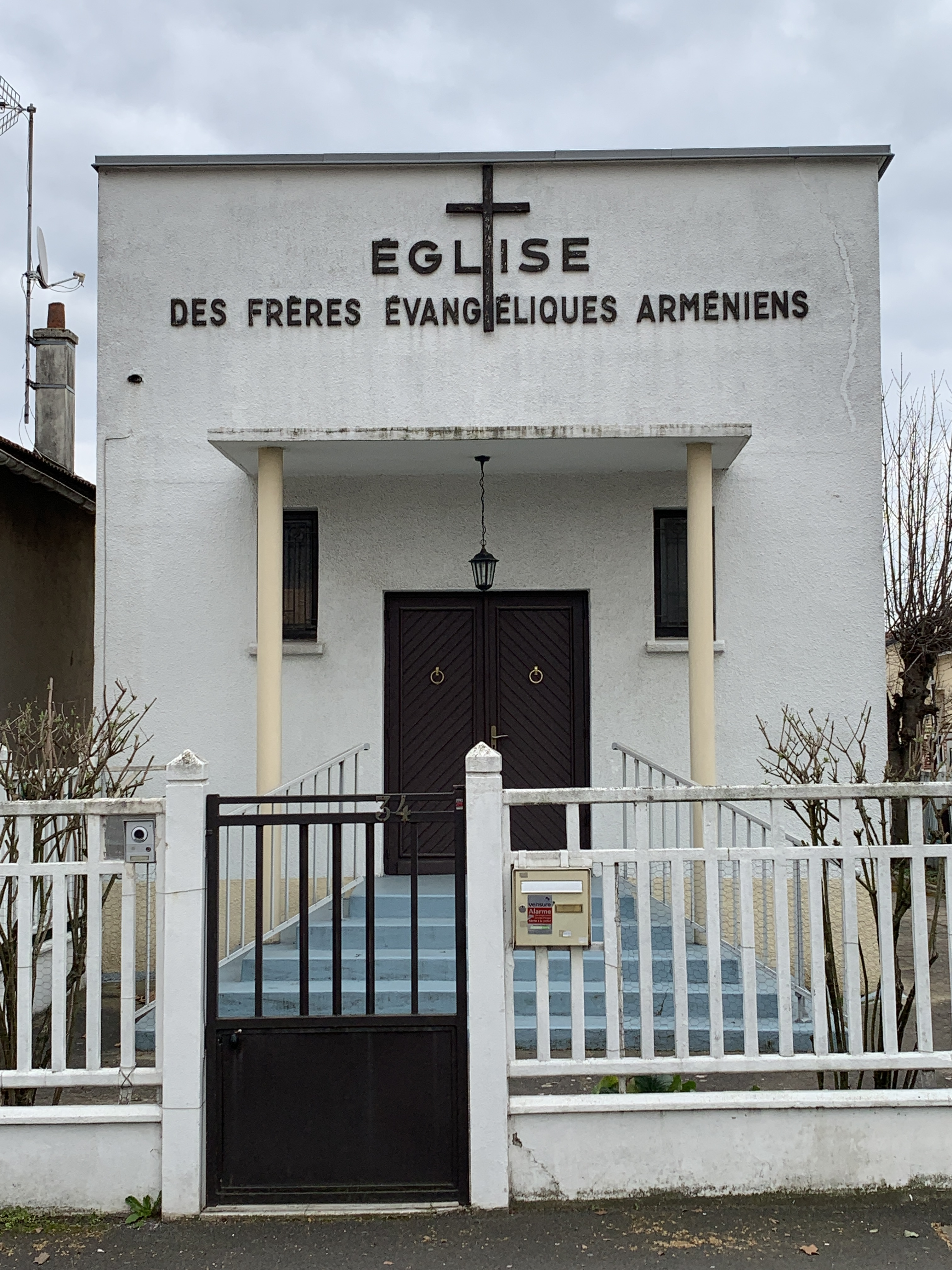
Église des frères évangéliques arméniens en 2021.

Alfortville dispose de plusieurs lieux de culte :
- Église Notre-Dame d'Alfortville ;
- Église Saint-Pierre-Apôtre ;
- Chapelle Saint-Louis ;
- Église apostolique arménienne Saint-Paul-et-Saint-Pierre ;
- Église des frères évangéliques arméniens ;
- Église évangélique arménienne (protestante) ;
- Synagogue ;
- Mosquée.

Le cimetière d'Alfortville, vaste et aéré, aux longues allées, contient des tombes à l'inventaire.

## Économie

### Revenus de la population et fiscalité
- En 2020, la médiane du revenu disponible par unité de consommation est de 21 700 €[I 7].
- La part des ménages fiscaux imposés en 2020 est de 57 %, sur un total de 20 057 foyers fiscaux[I 7].
- Le taux de pauvreté en 2020 à Alfortville est de 21 % de la population[I 8].

### Emploi
Le taux de chômage des 15 à 64 ans en 2020 à Alfortville est de 11,5 %, alors qu'il était de 9,4 % en 2009 et de 12,4 % en 2014.

### Entreprises et commerces
Alfortville autrefois tournée vers l'industrie secondaire, a subi le déclin des activités manufacturières au cours des décennies 1970 et 1980. En 2016, l'activité économique redémarre timidement à Alfortville. Des entreprises viennent s'y installer comme récemment dans le quartier Marne - Chinagora avec l'arrivée des services administratifs de la SMABTP, Go Sport, ou encore l'Immobilière 3F venus emménager dans un nouvel immeuble de bureaux « EQUALIA » au 5 - 11 rue du Général-de-Gaulle à quelques minutes du métro École vétérinaire. Le groupe Nexity Blue Office s'est engagé sur environ 2 000 m², afin d'y développer un réseau d’espaces de travail à distance, de coworking et de location de bureaux.
À deux pas, au niveau du 4 rue de Charenton se trouve l'immeuble de bureaux Activille, accueillant des entreprises dont le centre de relation client et joueurs en ligne du PMU. Le groupe Phone City, filiale du groupe IFOP, y dispose d'un centre d'appel spécialisé dans les études marketing et sondages via téléphone…
Sanofi dispose dans la partie sud de la ville d'un centre de recherche pharmaceutique, employant près de 1 300 personnes (en association avec son unité de Vitry-sur-Seine).
Dans la partie extrême sud de la ville est aménagée une vaste zone destinée aux entreprises. Y sont notamment implantés : Chronopost (centre de tri), la société de transport TNT Express, Boch Frères, une résidence hôtelière Appart City, des entrepôts de self stockage. L'enseigne de matériaux la Plate Forme du Bâtiment y a aménagé un entrepôt commercial à destination des professionnels du secteur BTP.
Autres entreprises implantées à Alfortville :
- Meditel ;
- LDB Mica Research ;
- Point P - CEDEO ;
- Groupe Huatian - Chinagora ;
- Ateliers Demaille ;
- Filivial PAM 94 ;
- Lafarge Béton.

#### Commerces de proximité et services
Le centre-ville d'Alfortville est partagé par des commerces de proximité : boulangeries, boucheries, poissonnier, chocolatiers, charcuterie, librairie, mode et accessoires, bijouteries, débit tabac… Les offres de services, banques, assurances se sont, elles multipliées. Ainsi, les principales enseignes bancaires sont très majoritairement présentes en centre-ville.
Alfortville dispose de plusieurs supérettes de moyennes surfaces principalement en centre-ville : Monoprix, Franprix, G20 Supermarché, Carrefour Contact, Picard surgelés, Intermarché Express. Les enseignes de grandes surfaces (hypermarchés) sont, elles présentes uniquement dans les villes immédiates comme Vitry-sur-Seine, Créteil, ou Ivry-sur-Seine.
La municipalité d'Alfortville a émis le souhait d'intervenir afin de pérenniser son tissu commercial de proximité, et à dans ce sens commencé à préempter différentes boutiques afin d'y implanter des commerces de bouche ou encore une librairie.
Un marché se tient tous les jours (sauf le lundi) en différents points de la ville. Le plus attractif étant celui du centre-ville se tenant les mercredis et dimanches matins rue Paul-Vaillant-Couturier. Les autres se déroulant les mardis et vendredis rue de Rome, ainsi que les jeudis et samedis à la Halle Carnot.

## Culture locale et patrimoine

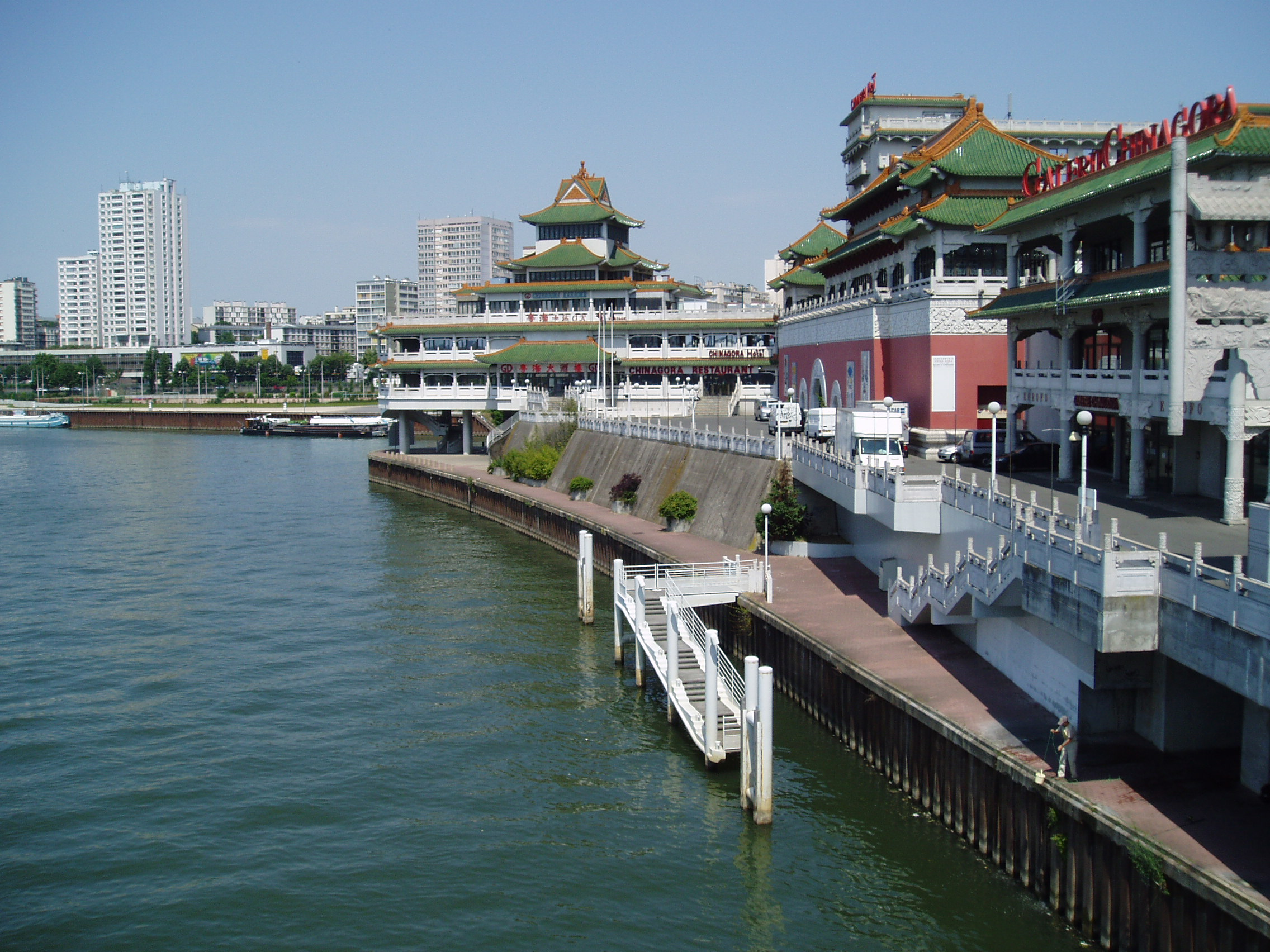
Vue, depuis le pont d'Ivry, du bâtiment de style chinois « Chinagora ».

### Monuments et lieux remarquables
- Complexe touristique Chinagora : 
Alfortville abrite ce complexe Chinagora, construit en 1992 au confluent de la Seine et de la Marne. On y trouve un hôtel 4 étoiles et un restaurant gastronomique.
Chinagora était le point de départ de croisières sur la Seine entre Alfortville et l'Île aux Cygnes (Paris). De plus, durant l'opération Paris Plages, des navettes relient Chinagora au pont Marie.

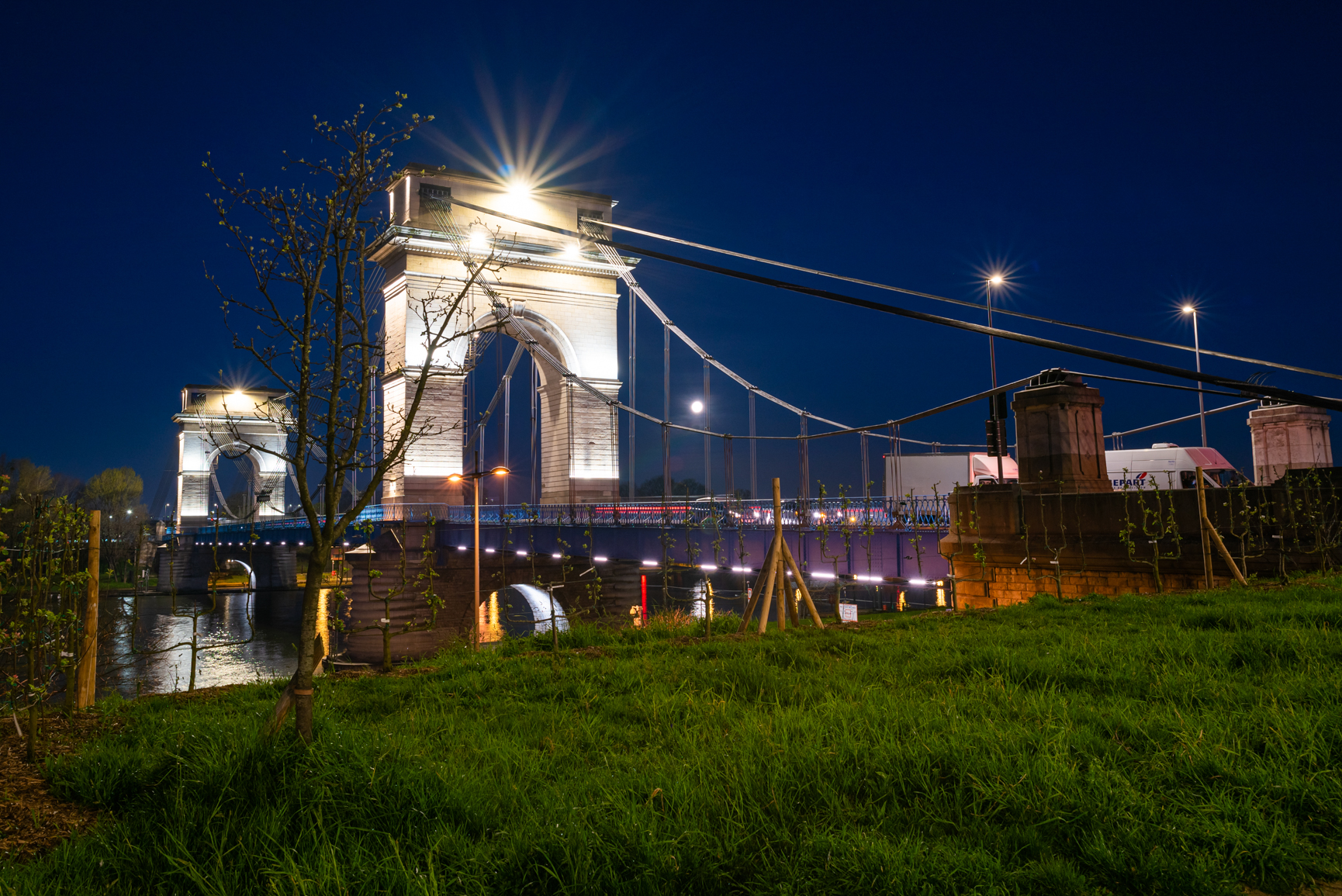
Pont du Port-à-l'Anglais éclairé la nuit.

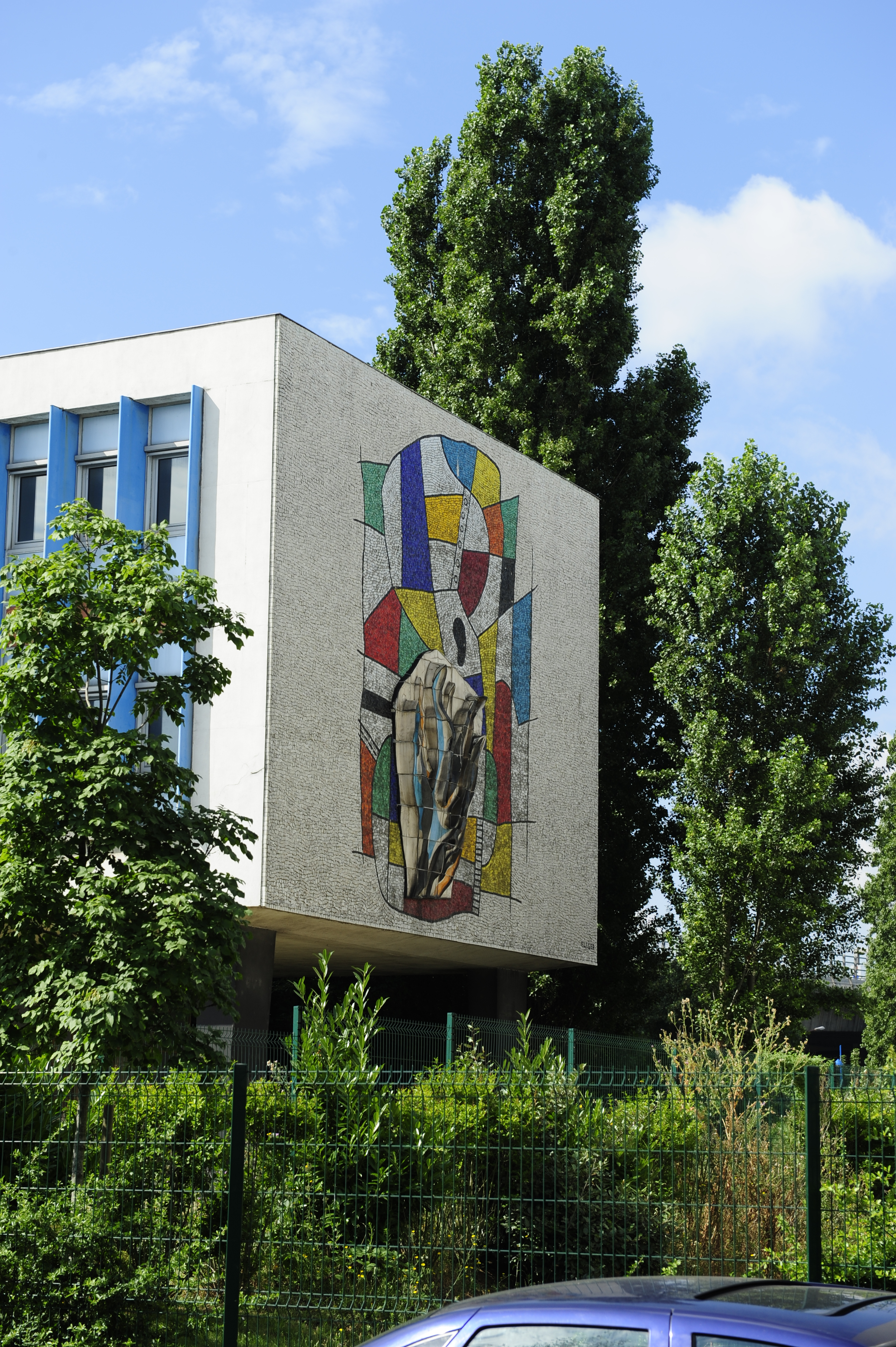
Mosaïque « Le Feu » de Fernand Léger.

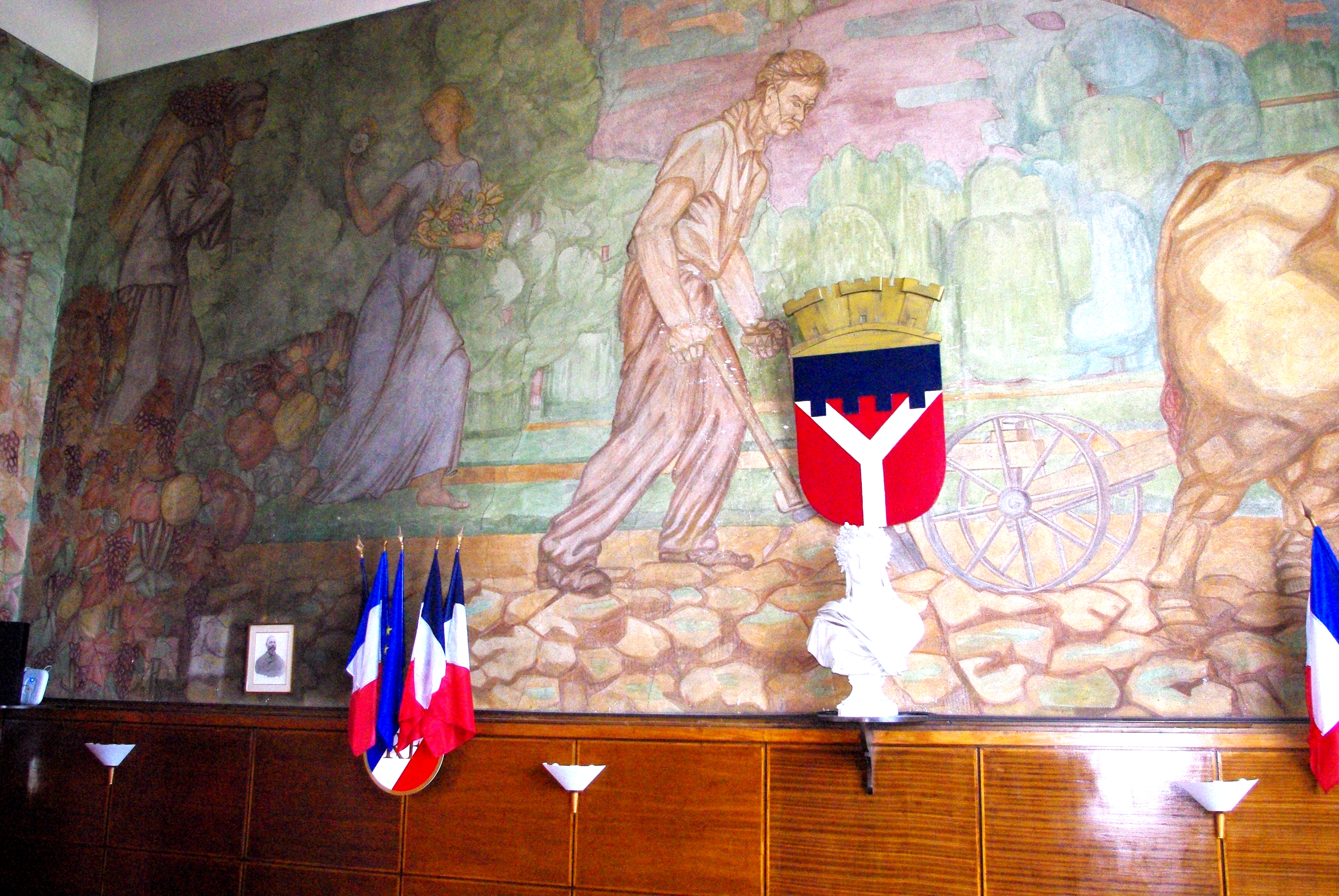
Fresque murale de l'hôtel-de-ville : le labourage.

- Pont du Port à l'Anglais : 
Ce pont suspendu à haubans, commencé en 1912, n'a été achevé qu'en 1928 en raison de la guerre. Il enjambe la Seine entre Alfortville et Vitry-sur-Seine.

- Église Notre-Dame : 
Les grandes orgues de l'église Notre-Dame sont inscrites à l'inventaire supplémentaire des monuments historiques. Ce sont des orgues Cavaillé-Coll.

- Église arménienne apostolique Saint-Paul-et-Saint-Pierre : 
Située au sud de la ville, c'est un lieu majeur pour la communauté arménienne qui est très importante à Alfortville.

- Mosaïque de Fernand Léger : 
Une mosaïque monumentale représentant le feu, œuvre du peintre Fernand Léger, se trouve sur le bâtiment administratif[83],[84]. Gaz de France en avait passé commande en 1954[84]. L'œuvre a été réalisée après la mort de Léger par sa femme Nadia[84]. La maquette de cette mosaïque est exposée au musée national Fernand-Léger de Biot[84],[85].
- Fresques de l'Hôtel-de-ville :
Les murs de la salle des mariages et celle du conseil municipal sont décorés par un ensemble de fresques peintes en 1931 par Henri Dieupart. La thématique de la libération de l'aliénation humaine par le développement des forces productives reflète, dans l'entre-deux-guerres, la croyance dans le progrès portée par les municipalités communistes de l'époque.

### Personnalités liées à la commune
- Étienne Pédron (1849-1930), chansonnier socialiste, mourut dans la commune ;
- Charles Clair (1860-1930), peintre et graveur, mort à Alfortville ;
- Alexandre Blanc (1874-1924), député du Vaucluse, mourut dans la commune ;
- Edgar Longuet (1879-1950), militant et élu socialiste puis communiste, premier adjoint au maire, petit-fils de Karl Marx ;
- Maurice Utrillo (1883-1955), peintre qui réalisa plusieurs tableaux ayant Alfortville comme objet ;
- Alfred Malleret-Joinville (1911-1960), un des quatre généraux issus de la Résistance, chef d'état-major national des FFI. Homme politique, il fut candidat aux élections municipales d'Alfortville en 1951. Une avenue d'Alfortville porte son nom ;
- Henri Grouès dit l'abbé Pierre (1912-2007), a vécu à Alfortville les dernières années de sa vie et en fut déclaré citoyen d'honneur[86] ;
- Lucien Jeunesse (1918-2008), animateur radiophonique du Jeu des mille francs, né à Alfortville ;
- Armand Jammot (1922-1998), producteur, scénariste et dialoguiste français à qui l'on doit entre autres Les Dossiers de l'écran et Des chiffres et des lettres, né à Alfortville ;
- Marcel Bourdarias (1924-1942), militant communiste fusillé par les Allemands le 17 avril 1942, a passé son enfance à Alfortville. Une rue y porte son nom ;
- Amarande (1933-2022), comédienne de cinéma et de théâtre née à Alfortville ;
- Dany Maranne (1943-1988), bassiste du groupe Les Fantômes a vécu dans la commune et y est mort assassiné ;
- Wang Du (1956), artiste plasticien, y réside et y crée ;
- Christian Benedetti (1958), acteur, comédien, metteur en scène, directeur du Théâtre-Studio à Alfortville depuis 1997 ;
- Antoine Agoudjian (1961), photographe, y a passé son enfance[22] ;
- Marie-Claude Pietragalla (1963), danseuse et chorégraphe, y a ouvert une école de danse avec Julien Derouault ;
- Noart (1965), créateur plasticien, vit et produit à Alfortville ;
- Françoise Cahen (1970), professeure de lettres, y enseigne depuis 1997 au lycée Maximilien-Perret ;
- Wilfried Wendling (1972), compositeur, metteur en scène, improvisateur et vidéaste, directeur de La Muse en circuit Centre national de la création musicale ;
- Marion Cotillard (1975), y a passé une partie de son enfance ;
- Julien Derouault (1978), danseur et chorégraphe, y a ouvert une école de danse avec Marie-Claude Pietragalla ;
- Alexis Tomassian (1979), comédien français, résidant de la commune ;
- Hassan Yebda (1984), footballeur professionnel algérien, a passé sa jeunesse dans le quartier des Alouettes ;
- Jean-Eudes Maurice (1986), footballeur professionnel né à Alfortville ;
- Oriane Ondono (1996), handballeuse, née à Alfortville ;
- Jonathan Bamba (1996), footballeur professionnel, y est né.

### Héraldique, logotype et devise

Logotype d'Alfortville.

| Blason de Alfortville | Blason  | De gueules au pairle d'argent, au chef cousu d'azur bastillé de quatre pièces et maçonné de sable.            |
| Blason de Alfortville | Détails | Le pairle symbolise la confluence de la Seine et de la Marne Le statut officiel du blason reste à déterminer. |

## Pour approfondir